# Hyphilaria tigrinella
Hyphilaria tigrinella är en fjärilsart som beskrevs av Hans Ferdinand Emil Julius Stichel 1909. Hyphilaria tigrinella ingår i släktet Hyphilaria och familjen Riodinidae. Inga underarter finns listade i Catalogue of Life.